# Angraecum palmiforme
Angraecum palmiforme é uma espécie de orquídea. Era endêmica das ilhas Maurício e Reunião.